# (437804) 2015 DF23
(437804) 2015 DF23 es un asteroide perteneciente al cinturón de asteroides, descubierto el 12 de febrero de 2004 por el equipo Spacewatch desde el Observatorio Nacional de Kitt Peak (Arizona, Estados Unidos).